# 스매싱 펌킨스
스매싱 펌킨스(영어: The Smashing Pumpkins 또는 Smashing Pumpkins)는 1988년에 결성된 미국 시카고 일리노이출신의 얼터너티브 록 밴드이다. 1990년대에 큰 성공을 거둔 밴드 중 하나이다. 빌리 코건(기타/백보컬), 제임스 이하(기타/백보컬)가 결성하고 후에 디아시 레츠키(베이스/백보컬), 지미 체임벌린(드럼/타악기), 멜리사 아우프 데어 마우어(베이스)가 영입되었다.
2000년에 해체하였으나, 2006년에 새로운 구성원으로 재결합하였다.

## 역사

### 밴드 초기 (1988-1991)
보컬이자 기타리스트였던 빌리 코건은 19살 때 고딕 락밴드 더 마크드와 함께 그의 고향이었던 시카고를 떠나 플로리다의 피터스버그로 거처를 옮겼다. 하지만 밴드는 큰 성공을 거두지 못한 채 해체되었고, 그 뒤 코건은 시카고로 돌아와 레코드 가게에서 일하게 된다. 일하는 동안 그는 기타리스트 제임스 이하를 만났는데, 둘은 곧 친해져 더 큐어와 뉴 오더에 영향을 받은 곡을 쓰기 시작했다. 1988년 코건은 베이시스트 디아시 레츠키를 만나게 된다. 레츠키가 베이시스트란 사실을 안 코건은 그녀에게 전화번호를 주며 밴드 가입을 요구했고, 머지않아 레츠키가 밴드에 들어오게 되었다. 레츠키와 이하는 후에 짧은 로맨스를 가졌다.
1988년 7월 9일 스매싱 펌킨스는 폴리쉬 바 시카고21에서 첫 번째 공연을 열었다. 코건과 이하, 그리고 드럼머신만이 이 공연에 참가했다. 1988년10월 10일 아발론 나이트클럽에서 밴드는 처음으로 3명이서 공연을 개최했다. 이 공연 뒤에 카바렛 메트로의 오너 조 사나한은 드럼머신을 진짜 드러머로 바꾼다는 조건 하에 그들과 계약한다. 후에 코건의 친구의 추천으로 재즈드러머 지미 체임벌린이 들어온다. 그는 락에 대에 그다지 아는 것이 없었기 때문에 처음에는 그들과 맞지 않는 것 같아 보였다. 빌리 코건은 그 때를 회상하며 이렇게 말한다. "우리는 큐어 따위의 슬픈 락에 심취해 있었어. 두세번의 연습후에 난 그의 연주에 깃들어 있는 힘을 깨닫게 됐지. 그건 우리를 연주에 더 열중할 수 있도록 만들어주었는데 그 전까지는 상상도 할 수 없었던 일이야."1988년 10월 5일 제대로 된 모습을 갖춘 밴드는 카바렛 메트로에서 첫 번째 공연을 열었다.
1989년, 스매싱 펌프킨은 몇몇 시카고 얼터너티브 록밴드가 참여한 편집된 앨범 "Light Into Dark"로 레코드에 첫 번째 모습을 드러냈다. 1990년 로컬 시카고 라벨 리미티드 포텐셜에서 그들은 첫 번째 레코드이자 리미티드 에디션 싱글인 《I Am One》을 발표했다. 이 싱글은 매진되었고 그들은 Caroline Records에 사인을 한 뒤 서브 팝(Sub Pop)레코드에서 또 다른 싱글인 《Tristessa》를 공개한다.
1991년에는 프로듀서 벗치 비그와 위스콘신주의 메디슨의 스마트 스튜디오에서 20,000달러를 들여 데뷔앨범인 《Gish》를 발매했다. 그가 원하던 것을 얻기 위해 코건은 드럼을 제외한 모든 악기를 연주해 밴드에 긴장감을 주었다. 이들의 음악은 헤비메탈 기타, 사이키델릭, 드림 팝이 융화되어 제인스 애딕션(Jane's Addiction, 얼터너티브 록 밴드)과 자주 비교되었다. Gish는 모던 록 라디오에서 녹화방송으로 나가곤 했던 싱글 《Rhinoceros》과 함께 그다지 큰 성공을 거두지 못했다. 1991년 10월 캐롤라인 레코드사에서 《Lull EP》의 발표 후에 밴드는 캐롤라인 레코드사와 제휴 중인 버진 레코드사에 사인했다. 밴드는 "레드 핫 칠리 페퍼스", "제인스 애딕션", "건즈 앤 로지스" 등과 함께 오프닝을 같이하기도 하는 등 투어를 하며 지속적으로 앨범을 홍보했다. 투어 동안 이하와 레츠키는 복잡한 이별을 했으며 체임벌린은 마약과 술에 중독되었고, 코건은 그가 살던 곳의 주차장에서 새 앨범을 위한 곡을 쓰며 심각한 우울증에 빠졌다.

## 음반 목록

### 정규 음반
- 《Gish》(1991년)
- 《Siamese Dream》(1993년)
- 《Mellon Collie and the Infinite Sadness》(1995년)
- 《Adore》(1998년)
- 《MACHINA/The Machines of God》(2000년)
- 《MACHINA II/The Friends & Enemies of Modern Music》(2000년)
- 《Zeitgeist》(2007년)
- 《Teargarden by Kaleidyscope》(2009-2014년)
  - 《Oceania》(2012년)
  - 《Monuments to an Elegy》(2014년)
- 《Shiny and Oh So Bright, Vol. 1 / LP: No Past. No Future. No Sun.》(2018년)
- 《Cyr》(2020년)
- 《Atum: A Rock Opera in Three Acts》(2023년)
- 《Aghori Mhori Mei》(2024년)